# Lamborghini Cala
Lamborghini Cala – koncepcyjny samochód zaprezentowany na salonie w Genewie w 1995 r. przez firmę Lamborghini. Pojazd oparto na całkowicie aluminiowej ramie. Nadwozie zaprojektowała firma Italdesign, a dokładniej projektant Giorgetto Giugiaro. Przednia szyba zachodzi na dach, felgi wykonano ze stopów magnezu. Nadwozie skonstruowano w 100% z włókien węglowych. W niektórych miejscach karbon nie został pomalowany, przez co zachował swą oryginalną czerń. Wnętrze wykonano z bordowej skóry i czarnego plastiku. Ponieważ Cala miała być „tania” zrezygnowano z tradycyjnego dla Lamborghini silnika V12. Zamiast niego po raz pierwszy zastosowano zamontowany centralnie dziesięciocylindrowy motor o mocy 400 koni mechanicznych. Został on sprzężony z sześciobiegową manualną skrzynią biegów. To także nowość w Lamborghini. Powstały tylko 3 egzemplarze. Koncepcyjny model można  nazwać poprzednikiem obecnego modelu Gallardo.

## Dane Techniczne Lamborghini Calà

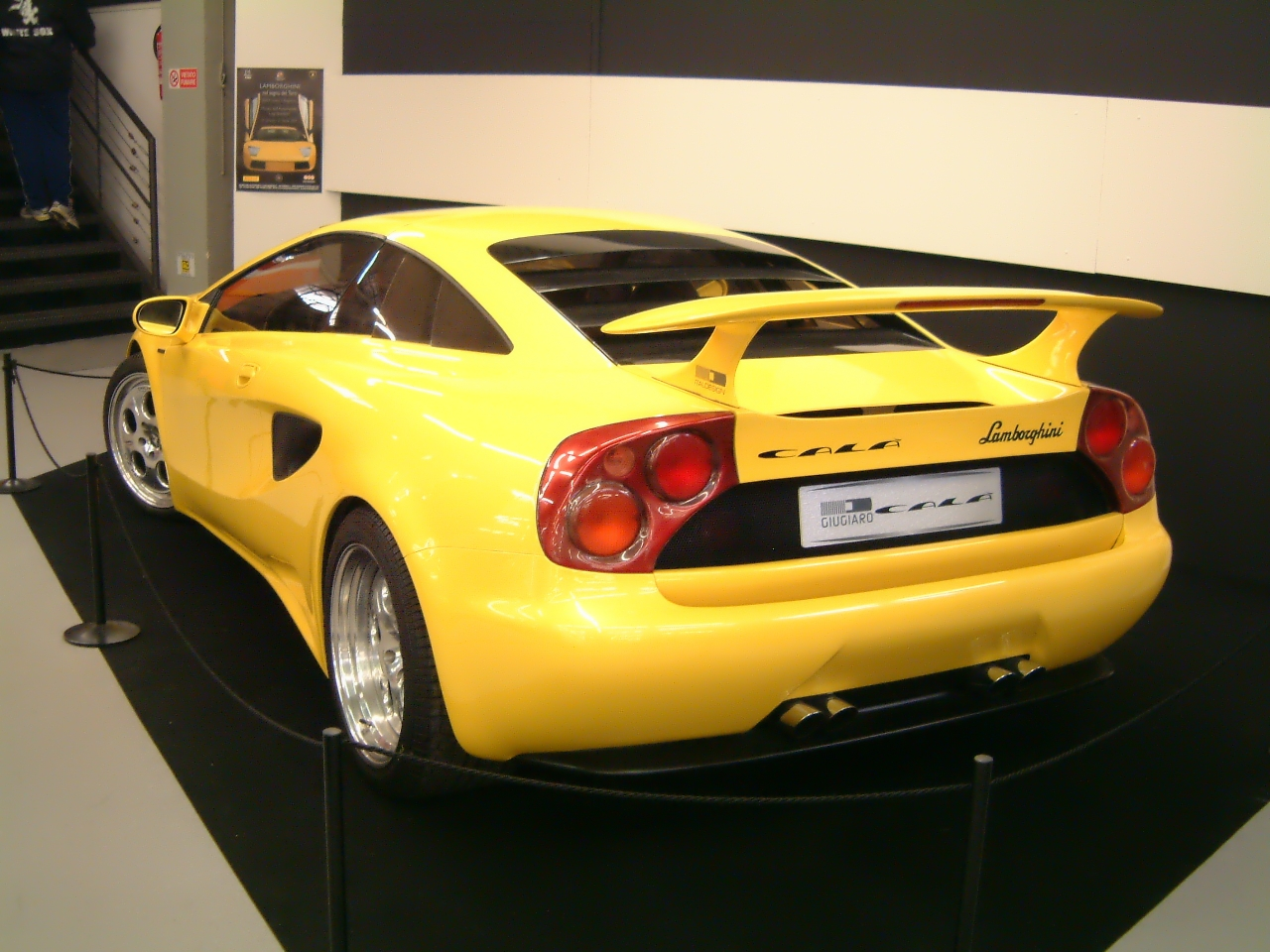
Tył nadwozia

| Marka i model:                  | Lamborghini Calà |
| ------------------------------- | --- |
| Lata Produkcji:                 | 1995 |
| Liczba egzemplarzy:             | 3 w pełni sprawne prototypy |
| Silnik:                         | Lamborghini V10 90º (10-cylindrowy w układzie widlastym)                                                                                     |
| Średnica cylindra × skok tłoka: | 100,5 mm × 85 mm |
| Liczba zaworów.:                | 40v (4 zawory na cylinder) |
| Pojemność skok.:                | 3900 cm³ (3,9 l) |
| Układ zasilania:                | Bosch KE 0.8 wtrysk |
| Moc kW (KM):                    | 294 kW (400 KM) przy 7200 obr./min |
| Maks. moment obrotowy:          | 315 Nm przy 4500 obr./min |
| Stopień sprężania:              | 11,0:1 |
| Przełożenia / skrzynia biegów:  | 6-biegowa manualna, napęd na tylną oś |
| Układ hamulcowy:                | Aluminiowe, ABS Z przodu wentylowane, zaciski 4-tłoczkowe, z tyłu wentylowane 2-tłoczkowe Średnica tarcz – (Przód: Ø 305 mm / Tył: Ø 305 mm) |
| Opony:                          | Felgi – aluminiowe (przód: Pirelli – 225 × 40 R18 ZR / tył: Pirelli – 295 × 40 R18 ZR)                                                       |
| Prędkość maksymalna (km/h):     | 291 km/h |
| Przyspieszenie 0 – 100 km/h:    | 5,0 s |
| Droga hamowania ze 100km        | b/d |
| Zużycie paliwa na 100km         | b/d |